# Hjälmörnar
Hjälmörnar (Spilornis) är ett släkte i familjen hökar som förekommer södra Asien och Sydostasien. De står nära framför allt ormörnarna i Circaetus. Sex arter urskiljs i släktet:
- Nikobarhjälmörn (S. klossi)
- Sulawesihjälmörn (S. rufipectus)
- Kinabaluhjälmörn (S. kinabaluensis)
- Orienthjälmörn (S. cheela)
- Filippinhjälmörn (S. holospilus)
- Andamanhjälmörn (S. elgini)